# Полдень, XXI век
«Полдень, XXI век» — российский ежемесячный журнал литературной фантастики, основателем и главным редактором которого был Борис Стругацкий. Журнал издавался с мая 2002 по январь 2013 года, первоначально в издательстве «Геликон Плюс», с осени 2003 года — издательским домом «Вокруг света», выходил как приложение к одноимённому журналу. На страницах журнала «Полдень, XXI век» публиковались художественные произведения и эссе как начинающих авторов, так и маститых писателей.

## История
Инициатива создания журнала принадлежала Александру Житинскому. Назван в честь повести «Полдень, XXII век» братьев Стругацких (первоначально планировалось назвать его «Фантастика, XXI век», но выяснилось, что журнал с таким названием уже выходил). Редакция располагалась в Санкт-Петербурге. В число авторов входили такие известные русские фантасты, как Святослав Логинов, Михаил Успенский, Евгений Лукин, Андрей Лазарчук, Вячеслав Рыбаков, Сергей Лукьяненко и другие. C 2002 по май 2007 года журнал выходил раз в два месяца, и материал делился на 3 части: первая часть — «Истории, образы, фантазии» (литературные произведения), вторая часть — «Личности, идеи, мысли» (критические статьи, интервью), третья часть — «Информация» (с 2007 года — «Информаторий»).
Борис Стругацкий утверждал в интервью журналу «Реальность фантастики»:

Концепция — простейшая: создать по возможности постоянно действующую издательскую базу для фантастических произведений малого формата (рассказ, повесть), причём фантастика понимается предельно широко — фантастический реализм, остранённая проза, научная фантастика, альтернативная история, сказка… Весь диапазон от Лема до Кафки включительно…
Журнал публиковал преимущественно «странную» прозу (порой недостаточно «фантастическую», с точки зрения жанровой критики), делая акцент на фантастике не как жанре, а как приёме или методе.
Критико-публицистический раздел обычно не содержал рецензий, а был составлен из больших проблемных статей, в том числе на темы футурологии, социологии, политологии. Публиковались, в частности, работы Кирилла Еськова, Самуила Лурье, Геннадия Прашкевича. Статьи же, посвящённые собственно фантастике, являлись не критикой, а фантастиковедением — как, например, статья Алана Кубатиева «Что дали ему Византии орлы золотые?», посвящённая «имперской теме» в фантастике.
В 2005 году редакцией журнала и издательским домом «Вокруг света» учреждена литературная премия «Полдень».
С мая 2007 года журнал стал выходить ежемесячно, изменил формат (уменьшив страницу в два раза) и расширил рамки, добавив рубрику «Классики фантастики».
После смерти Бориса Стругацкого издательский дом «Вокруг света» объявил, что январский номер 2013 года станет последним. Создатели альманаха объявили, что ищут другого издателя. В итоге журнал возрождён не был, но его духовным преемником стал альманах «Полдень».

## Редакция
- Главный редактор — Борис Стругацкий[4]
- Заместитель главного редактора — Александр Житинский[4]
- Ответственный секретарь — Николай Романецкий
- Литературный редактор — Самуил Лурье
- Главный художник — Дмитрий Горчев (с 2002 до февраля 2007, когда оформление перешло в головной офис «Вокруг света»)
- Заведующие редакцией:
  - Павел Гросс (с 2002 до декабря 2003, когда альманах стал выходить в качестве приложения к журналу «Вокруг света». Уход с должности был обоснован несогласием с новой редакционной политикой)
  - Наталья Левенко (2003—2006)
  - Надежда Бельская (2006—2012)
- Общественный совет:
  - Сергей Бережной
  - Александр Щёголев
  - Андрей Чертков
  - Дмитрий Быков
  - Андрей Измайлов
  - Евгений Лукин
  - Святослав Логинов
  - Сергей Лукьяненко
  - Сергей Переслегин
  - Вячеслав Рыбаков
  - Михаил Успенский

## Электронный журнал «Полдень»
В декабре 2013 года был выпущен первый номер журнала «Полдень» Архивная копия от 6 июля 2017 на Wayback Machine, который стал попыткой сохранить традиции и редакционный портфель, сформированные при жизни Б. Стругацкого. Главным редактором стал Николай Романецкий, средства для выпуска последующих номеров собирались при помощи краудфандинга. По состоянию на октябрь 2015 года выпущено 14 номеров, за 2016—2017 годы ещё 7. С августа 2014 года номера печатаются также на бумаге по методу Print-on-demand.